# Gunungiella trivimchi
Gunungiella trivimchi är en nattsländeart som beskrevs av Schmid 1968. Gunungiella trivimchi ingår i släktet Gunungiella och familjen stengömmenattsländor. Inga underarter finns listade i Catalogue of Life.